# Dno toku

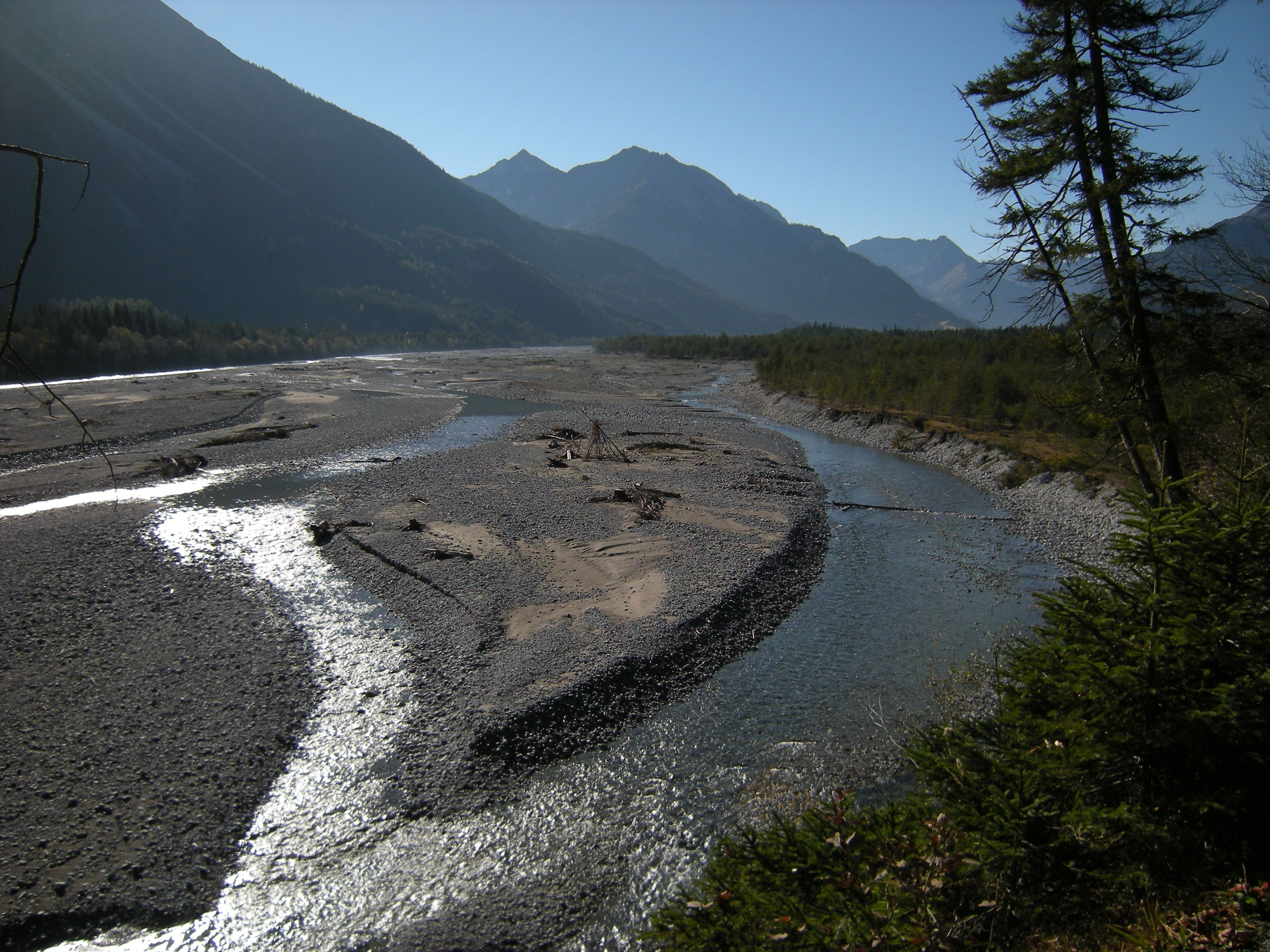
Rozvětvené koryto se štěrkovým ostrůvkem tvaru kosočtverce: řeka Lech v Rakousku

Dno toku je spolu s břehy součástí koryta. Podle toho, jedná-li se o horní nebo naopak dolní část toku, je dno tvořeno materiálem různé zrnitosti. Na horních tocích, díky vysoké rychlosti proudění a tedy i unášecí schopnosti vody, převládá kamenité dno, zatímco na dolních tocích převládá sedimentace unášeného jemnozrnného materiálu, dno je tu proto písčité až jílovité.
Dno toků vytváří specifický ekosystém.

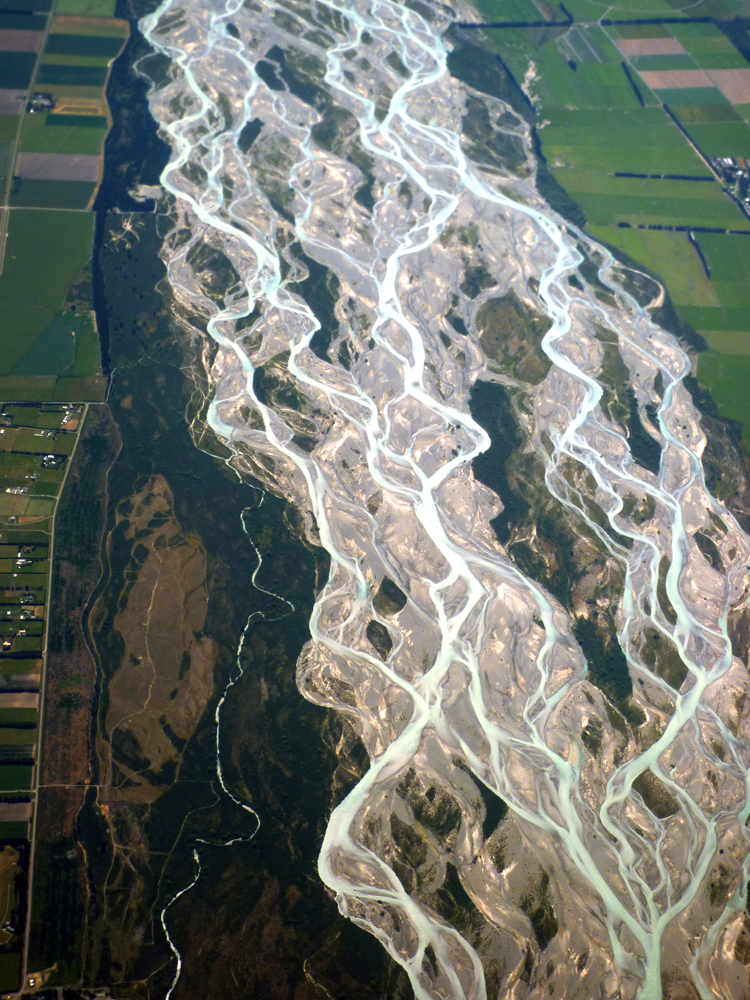
Spletené řečiště řeky Rakaia na Novém Zélandu

Podle rychlosti proudění jsou po dně přepravovány:
- více než 300 cm/s: balvany, bloky, o průměru více než 80 mm
- 200 až 300 cm/s: kameny, od 60 do 80 mm
- 150 až 200 cm/s: hrubý štěrk, 20 až 60 mm
- 75 až 150 cm/s: středně hrubý štěrk, 6 až 20 mm
- 50 až 75 cm/s: jemný štěrk, 2 až 6 mm
- 25 až 50 cm/s: hrubý písek, 0,6 až 2 mm
- 17 až 25 cm/s: písek, 0,2 až 0,6 mm
- 10 až 17 cm/s: jemný písek, 0,06 až 0,2 mm